# Glansfiskar
Glansfiskar (Lampris) är ett släkte av fiskar som beskrevs av Retzius, 1799. Lampris är ensam i familjen Lampridae som ingår i ordningen glansfiskartade fiskar.
Arter enligt Catalogue of Life och Dyntaxa:
- glansfisk (Lampris guttatus)
- Lampris immaculatus